# Штепан Вахоушек
Штепан Вахоушек (чеськ. Štěpán Vachoušek, нар. 26 липня 1979, Духцов) — чеський футболіст, півзахисник клубу «Тепліце».
Виступав, зокрема, на батьківщині за «Тепліце», «Славію» та «Спарта», а також австрійську «Аустрію» та французький «Марсель». Крім того, виступав за національну збірну Чехії, у складі якої був учасником Євро-2004.

## Клубна кар'єра
Вихованець шкіл «Локомотива» з Биліни та «Тепліце». У складі останнього клубу вперше з'явився в 1998 році. Для отримання досвіду його віддавали в оренду в клуби другого дивізіону «Ческа-Липа» та «Ксаверов», а також «Хмел» з елітного дивізіону.
Після цього Вахоушек повернувся в «Тепліце», де з початку 2011 року став стабільно виступати, взявши участь за рік у 34 матчах чемпіонату.
У березні 2002 року був куплений празькою «Славією» за 35 мільйонів крон. Цей трансфер став найдорожчим в чемпіонаті Чехії з футболу. У складі столичної команди в першому ж сезоні став володарем Кубка Чехії.
Влітку 2003 року перейшов у французький «Марсель». Вдало виступивши в кубку УЄФА, він отримав пропозицію від віденської «Аустрії» і перейшов туди. Провівши успішний сезон («Аустрія» дійшла до 1/4 фіналу Кубка УЄФА, поступившись там «Пармі»), він у квітні 2005 року в матчі чемпіонату отримав важку травму коліна і вибув з ладу на пів року. Не встиг він відіграти сезон 2006/07, як стався рецидив травми, і Вахоушек знову вибув з основного складу команди. Пізніше пішли чутки про завершення гравцем кар'єри, однак 29 березня 2008 року Вахоушек повернувся і зіграв свій перший матч після відновлення за «Аустрію». Всього чех відіграв за віденську команду чотири сезони своєї ігрової кар'єри. За цей час виборов титул чемпіона Австрії і тричі ставав володарем Кубка Австрії.
Влітку 2008 року Вахоушек повернувся до рідного «Тепліце», де провів два сезони, зігравши у 56 матчах чемпіонату, після чого в серпні 2010 року перейшов на правах оренди в «Спарту» (Прага), проте закріпитись там не зумів і вже через чотири місяці повернувся в «Тепліце». Загалом встиг відіграти за команду з Тепліце 197 матчів у національному чемпіонаті.

## Виступи за збірні
1998 року провів одну гру у складі юнацької збірної Чехії.
Протягом 2000—2002 років залучався до складу молодіжної збірної Чехії, разом з якою став переможцем молодіжного Євро-2002. Всього на молодіжному рівні зіграв у 21 офіційному матчі, забив 7 голів.
17 квітня 2002 року дебютував в офіційних матчах у складі національної збірної Чехії в товариській зустрічі проти збірної Греції (0:0).
У складі збірної був учасником чемпіонату Європи 2004 року у Португалії, де взяв участь в одному матчі — переможній грі з німцями (2:1), а чехи в підсумку стали півфіналістами.
Провів у формі головної команди країни 23 матчі, забивши 2 голи.

## Титули і досягнення
- Чемпіон Австрії (1):

«Аустрія» (Відень): 2005–06
- Володар Кубка Австрії (3):

«Аустрія» (Відень): 2004–05, 2005–06, 2006–07
- Володар Кубка Чехії (1):

«Славія»: 2001–02
«Тепліце»: 2008–09
- Чемпіон Європи (U-21): 2002